# Associazione Del Calcio In Vicenza 1906-1907
Questa voce raccoglie le informazioni riguardanti l'Associazione Del Calcio In Vicenza nelle competizioni ufficiali della stagione 1906-1907.

## Stagione
La compagine veneta disputò il Campionato Veneto di Terza Categoria e nel Torneo FGNI.

## Rosa
| N. |                   | Ruolo | Calciatore        |
| -- | ----------------- | ----- | ----------------- |
|    | Italia (bandiera) | D     | Lauro Bosio       |
|    | Italia (bandiera) | D     | Cesare Caldonazzo |
|    | Italia (bandiera) | D     | Marino Chiovatti  |
|    | Italia (bandiera) | D     | Gino Vallesella   |
|    | Italia (bandiera) | A     | Angelo Tonini     |

| N. |                   | Ruolo | Calciatore     |
| -- | ----------------- | ----- | -------------- |
|    | Italia (bandiera) | A     | Gino Zorzi     |
|    | Italia (bandiera) |       | Armando Boeche |
|    | Italia (bandiera) |       | N. Pozzan      |
|    | Italia (bandiera) |       | Sale           |
|    | Italia (bandiera) |       | Tonello        |

## Risultati

### Terza Categoria

#### Semifinale
| Venezia 7 aprile 1907 Semifinale      | Vicenza   | 5 – 4 | Cesarano Padova |  |
| \| \| \| \| \| ? \| Marcatori \| ? \| |           |       |                 |  |
|                                       |           |       |                 |  |
| ?                                     | Marcatori | ?     |                 |  |

#### Finale
| Venezia 7 aprile 1907 Finale          | Vicenza   | 4 – 1 | Marziale Mestre |  |
| \| \| \| \| \| ? \| Marcatori \| ? \| |           |       |                 |  |
|                                       |           |       |                 |  |
| ?                                     | Marcatori | ?     |                 |  |

### Torneo FGNI

#### Semifinale
| Venezia 9 maggio 1907 Semifinale    | Vicenza   | 2 – 0 | Virtus Juventusque | Velodromo del Lido |
| \| \| \| \| \| ? \| Marcatori \| \| |           |       |                    |                    |
|                                     |           |       |                    |                    |
| ?                                   | Marcatori |       |                    |                    |

| Arbitro: | Marchiandi (Ferrara) |

|   |           |   |
| ? | Marcatori | ? |

## Statistiche di squadra
| Competizione    | Punti | In casa | In casa | In casa | In casa | In casa | In casa | In trasferta | In trasferta | In trasferta | In trasferta | In trasferta | In trasferta | Totale | Totale | Totale | Totale | Totale | Totale | DR |
| Competizione    | Punti | G       | V       | N       | P       | Gf      | Gs      | G            | V            | N            | P            | Gf           | Gs           | G      | V      | N      | P      | Gf     | Gs     | DR |
| --------------- | ----- | ------- | ------- | ------- | ------- | ------- | ------- | ------------ | ------------ | ------------ | ------------ | ------------ | ------------ | ------ | ------ | ------ | ------ | ------ | ------ | -- |
| Terza Categoria | 4     | 2       | 2       | 0       | 0       | 9       | 5       | 0            | 0            | 0            | 0            | 0            | 0            | 2      | 2      | 0      | 0      | 9      | 5      | +4 |
| Torneo FGNI     | -     | 1       | 1       | 0       | 0       | 2       | 0       | 1            | 0            | 0            | 1            | 1            | 3            | 2      | 1      | 0      | 1      | 3      | 3      | 0  |
| Totale          | 4     | 3       | 3       | 0       | 0       | 11      | 5       | 1            | 0            | 0            | 1            | 1            | 3            | 4      | 3      | 0      | 1      | 12     | 8      | +4 |